# デカルトの円定理
幾何学におけるデカルトの円定理（デカルトのえんていり、Descartes' theorem）とは、互いに接する4つの円の半径はある二次方程式を満たす、という主張である。1642年にこれを発表したルネ・デカルトに因む。

## 歴史
互いに接する円の問題に対する関心は古く、紀元前三世紀のギリシャ人であるペルガのアポロニウスが多くの論述を残している。
1643年、ルネ・デカルトはプファルツ公女エリーザベトへの手紙の中でこの問題を詳細に研究し、後述する式(1)と本質的に同じ結果を得た。
フレデリック・ソディが1936年に式(1)を再発見し Nature に発表したため、この問題で扱われる4つの円はソディの円（英: Soddy circles）と呼ばれる。フレデリック・ソディはこの問題を球へと拡張し、さらにソロルド・ゴセは任意の次元へと拡張した。

## 主張

互いに接する3つの円（黒）の全てに接する円は2つ存在する（赤）

半径 r の円の曲率 k を {\displaystyle k=\pm {\frac {1}{r}}} で定義する。大きな円ほど曲率の絶対値は小さい。
k が正のとき、その円は他の円と外接するものとする（図中の黒い円）。同じく負であるとき、その円は他の円と内接（内包）するものとする（図中の大きな赤い円）。k が 0 のときは、半径が無限に大きな円とみなし、直線を表すものとする。
互いに接する4つの円（もしくは3つの円と1つの直線）の曲率を k1, k2, k3, k4 とする。デカルトの定理は、このとき以下の式が成り立つことを主張する。
先に3つの円（もしくは2つの円と1つの直線）が与えられたとき、4つ目の円の曲率は上式を整理した以下の式で与えられる。
複号により解は2つ与えられる。直線への退化を無視すれば、一方の解は常に正で他方は正もしくは負である。負の解は先述したように3つの円を内包する円を表す。

## 特別な場合

### 3つの円が同じ点で接している場合

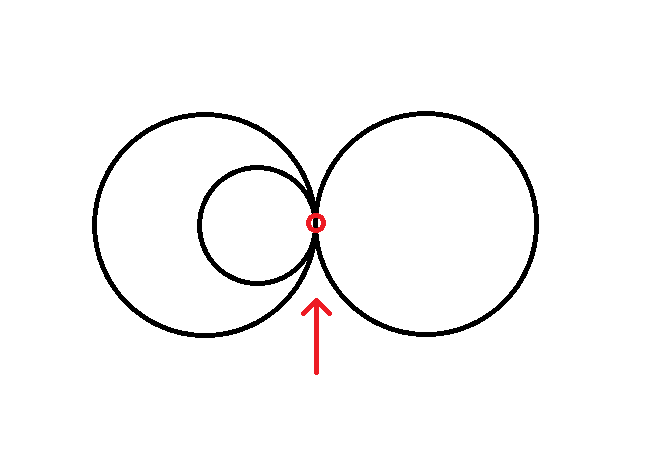
一点で接する3つの円

3つの円が同じ点で接している場合、デカルトの定理は適用できない。

### 直線が存在する場合

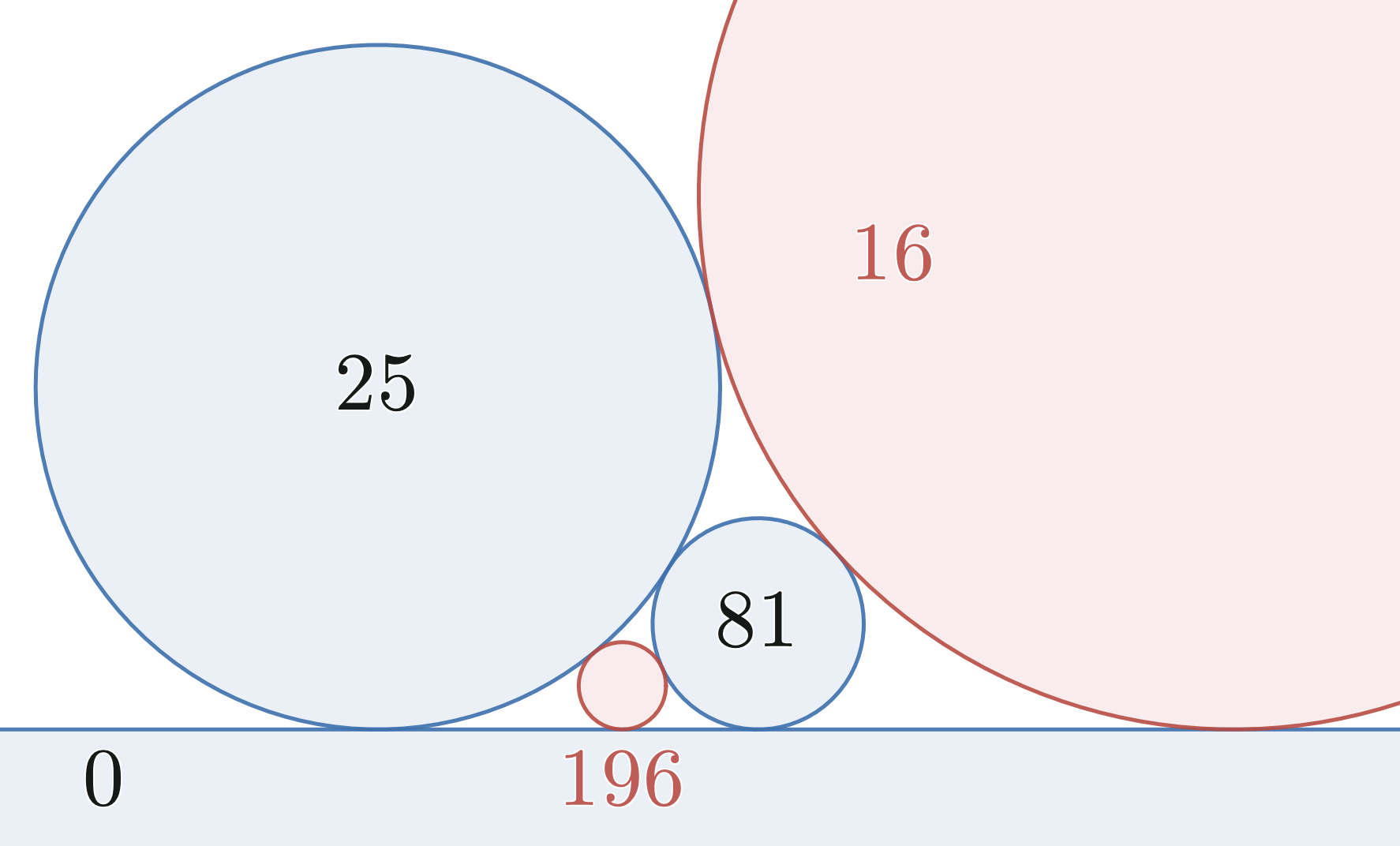
直線が存在してもデカルトの定理は適用可能である

円の1つが直線の場合
直線では k = 0 だから、式(2)より {\displaystyle k_{4}=k_{1}+k_{2}\pm 2{\sqrt {k_{1}k_{2}}}} を得る。
円の2つが直線の場合
同様に式(2)より自明な式 {\displaystyle k_{4}=k_{1}} を得る。

### 曲率が平方数の場合
曲率が全て平方数だった場合を考える。このとき式(2)は
と表せる。オイラーは v, x, y, z の組み合わせがピタゴラスの三つ組になっていることを示した。
{\displaystyle (2vx)^{2}+(2yz)^{2}=(v^{2}+x^{2}-y^{2}-z^{2})^{2}}
{\displaystyle (2vy)^{2}+(2xz)^{2}=(v^{2}-x^{2}+y^{2}-z^{2})^{2}}
{\displaystyle (2vz)^{2}+(2xy)^{2}=(v^{2}-x^{2}-y^{2}+z^{2})^{2}}
今 k1 が負であったとすると
{\displaystyle (-v^{2}+x^{2}+y^{2}+z^{2})^{2}=2(v^{4}+x^{4}+y^{4}+z^{4})}
の解は媒介変数表示できて
{\displaystyle [v,x,y,z]=[2(ab-cd)(ab+cd),(a^{2}+b^{2}+c^{2}+d^{2})(a^{2}-b^{2}+c^{2}-d^{2}),2(ac-bd)(a^{2}+c^{2}),2(ac-bd)(b^{2}+d^{2})]}
となる。ここで a, b, c, d は以下の恒等式を満たすものである。
{\displaystyle a^{4}+b^{4}=c^{4}+d^{4}}
特に {\displaystyle v+x=y\land z\neq 0} のとき式(3)は
{\displaystyle 4(x^{2}+vx+v^{2})=z^{2}}
と二元二次不定方程式の形になり、やはり解の形を書き下せる。

## 複素数定理
以下、円は複素平面上で定義されているものとする。i 番目の円の中心を zi で表すと、式(1)と似た形の式(4)で中心座標が表せる。これを complex Descartes' theorem と呼ぶ。
{\displaystyle where\ w_{i}=k_{i}z_{i}}
複号および複素数の平方根の多価性により1つの k4 に対し2つの解が得られ、そのうちの一方が正しい中心を与える。

## 一般化
n次元への一般化はソディ–ゴセの定理と呼ばれる。n次元ユークリッド空間において全てが互いに接する超球の最大数は n + 2 個であり、その曲率について
{\displaystyle \left(\textstyle \sum \limits _{i=1}^{n+2}k_{i}\right)^{2}=n\textstyle \sum \limits _{i=1}^{n+2}{k_{i}}^{2}}
が成り立つ。超球の中心については行列による表示が知られている。